# Émile Waxweiler
Emile Waxweiler (22. května 1867, Mechelen, Belgie – 26. června 1916 Londýn) byl belgický inženýr a sociolog. Byl členem Belgické královské akademie a Mezinárodního statistického institutu.
Emile Waxweiler se narodil 22. května 1867 v městě Mechelenu v Belgii a zemřel koncem června 1916 při dopravní nehodě v Londýně, kde působil na London School of Economics.
Waxweiler dosáhl nejvyššího stupně vzdělání v inženýrství na univerzitě v Gentu. Následně strávil dva roky ve Spojených státech amerických, kde studoval otázku průmyslové organizace. V roce 1895 byl jmenován vedoucím oddělení statistiky belgického Úřadu práce a od roku 1897 pořádal kurzy politické a finanční ekonomie, statistiky a demografie, stejně jako deskriptivní geometrie na univerzitě Université Libre de Bruxelles.